# Куэва-де-лас-Манос
Куэва-де-лас-Манос (исп. Cueva de las Manos, Пещера рук) — пещера на юге Аргентины (провинция Санта-Крус), в долине реки Пинтурас (Pinturas). Известна благодаря археологическим и палеонтологическим находкам, сделанным в ней, прежде всего это настенные рисунки и негативные изображения человеческих рук, возраст которых составляет 13000—9500 лет.

## История
Пещера длительное время была населена людьми, предками индейцев Патагонии, обнаруженных европейскими поселенцами в XIX веке. Последние рисунки относятся к I веку н. э. Краски, которыми выполнены рисунки, имеют минеральное происхождения. Для определения возраста изображений использовались найденные в пещере костяные трубочки, с помощью которых краски наносились на стену.
Запечатлены в основном левые руки, причём руки мальчиков-подростков. Это позволяет предположить, что нанесение изображения своей руки входило в обряд инициации. Мальчик, становясь взрослым, должен был оставить контур своей руки в этом священном месте.
Кроме многочисленных рук на стенах пещеры изображены также сцены охоты на гуанако (Lama guanicoe), страусов-нанду, кошачьих и других животных. На рисунках показано использование болас — традиционного метательного оружия индейцев Южной Америки.
В 1999 пещера включена в список объектов Всемирного наследия ЮНЕСКО.

По мнению Федерации аргентинских спелеологов (исп. Federación Argentina de Espeleología (FADE)), из-за горных разработок поблизости и неконтролируемого потока туристов наскальным изображениям может угрожать опасность исчезновения.
- Сцена охоты
- Каньон реки Пинтурас, вид из пещеры
- Пещера рук